# Spring Valley Lake (Kalifornija)
Spring Valley Lake je naseljeno područje za statističke svrhe u američkoj saveznoj državi Kalifornija. Prema popisu stanovništva iz 2010. u njemu je živjelo 8.220 stanovnika.